# Karol Bonawentura de Longueval

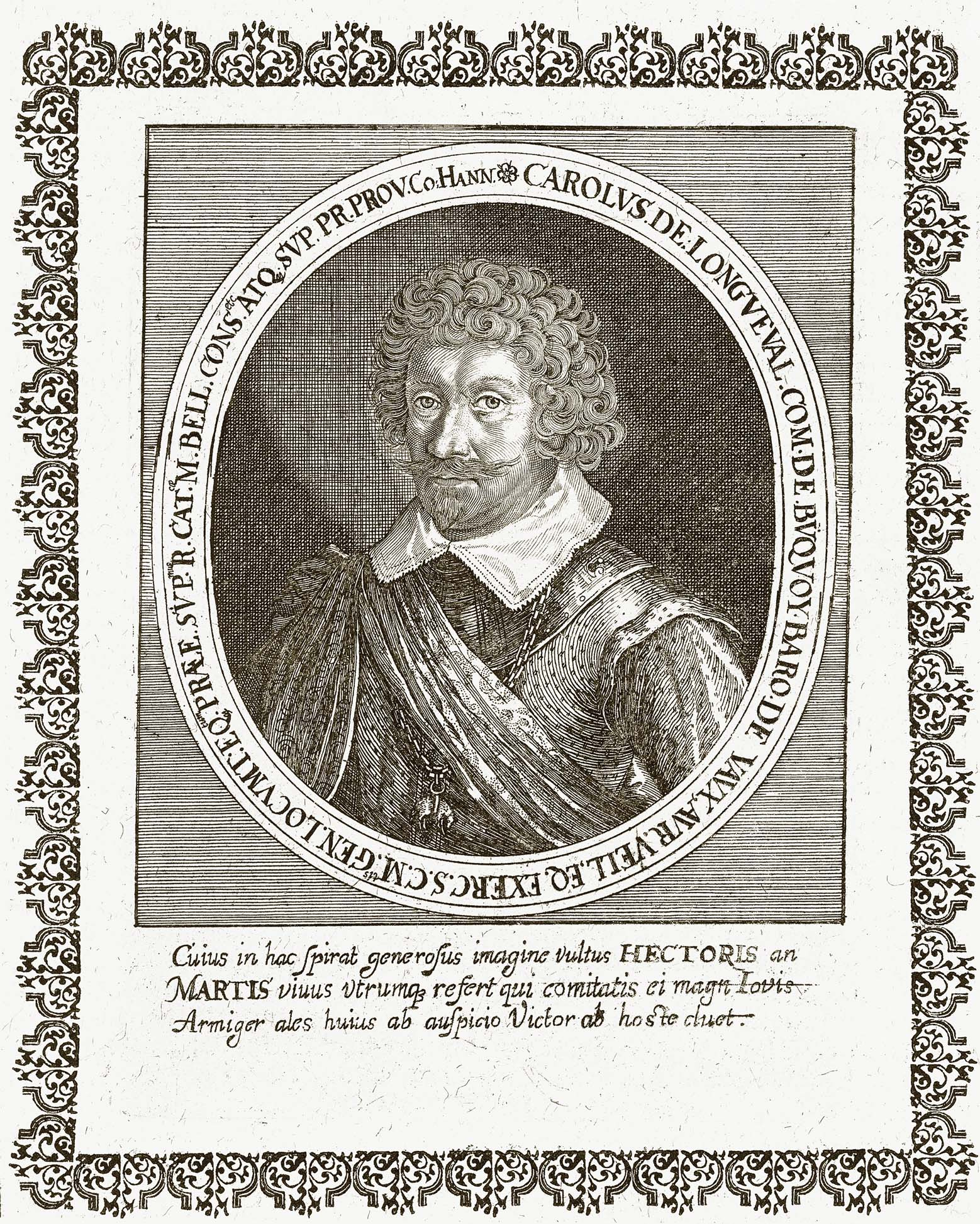
Karol Bonaventura de Buquoy

Karol Bonawentura de Longueval, hrabia de Bucquoy (cz. Karel Bonaventura Buquoy, fr. Charles Bonaventure de Longueval comte de Bucquoy, niem. Karl Bonaventura Graf von Buquoy) (ur. w Arras 9 stycznia 1571, zm. w Nové Zámky 10 lipca 1621) był zawodowym wojskowym, który walczył po stronie Świętego Cesarstwa w czasie wojny trzydziestoletniej.
Służbę w wojskach Habsburgów zaczął we Flandrii jako nastolatek, a w wieku 26 lat był już pułkownikiem. Brał udział w bitwie pod Nieuport (1600) i w oblężeniu Ostendy (1601-1604). W roku 1613 został kawalerem orderu Złotego Runa i gubernatorem hrabstwa Hainaut.
W 1618 cesarz Maciej mianował go wodzem armii, która miała stłumić rewoltę czeską. Zwyciężył w kilku ważnych bitwach na terytorium Czech - punktem zwrotnym była bitwa pod Záblatí 10 czerwca 1619 roku. On też dowodził wojskami cesarskimi podczas bitwy na Białej Górze 8 listopada 1620. Za te zwycięstwa cesarz Ferdynand II obdarował go posiadłościami Nové Hrady, Rožmberk i Libějovice; posiadłości były w rękach rodu Bucquoy do roku 1945.
W 1606 poślubił Marię Maddalenę Biglia i miał z nią syna Karola Alberta. Bucquoy zmarł podczas oblężenia miasta Nowe Zamki.